# Saser Kangri
Saser Kangri är ett berg i Indien. Det ligger i unionsterritoriet Ladakh, i den norra delen av landet. Toppen på Saser Kangri är 7 672 meter över havet.
Saser Kangri är den högsta punkten i trakten. Trakten runt Saser Kangri är permanent täckt av is och snö.